# Zelenogorsk (Krai de Krasnoiarsk)
Zelenogorsk é cidade da Rússia, no Krai de Krasnoiarsk, que tem estatuto da cidade fechada.